# Кубан, Доган
Доган Кубан (тур. Doğan Kuban; 10 апреля 1926, Париж — 22 сентября 2021, Стамбул) — турецкий историк архитектуры. Лауреат премии президента Турции в области культуры и искусств.

## Биография
Родился 8 апреля 1926 года во французском городе Париж. Мать Догана Кубана имела смешанное происхождение, предки её отца были из Центральной Азии, матери — с острова Лесбос. Его отец имел кавказское происхождение и был военным, в тот период учился во Франции, там же жила его семья. Вскоре семья Кубана вернулась в Турцию.
Доган окончил лицей, затем поступил на архитектурный факультет Стамбульского технического университета, который окончил в 1949 году. После недолгого визита в Италию, где он изучал архитектуру времён Ренессанса, Кубан вернулся в альма-матер, там в 1958 году получил звание доцента за работу «Внутренний дизайн религиозных зданий османского периода: сравнительная характеристика с архитектурой времён Ренессанса», в 1965 году — звание профессора за труд «Ресурсы и проблемы турецкой архитектуры в Анатолии». Читал лекции и учился в университете короля Фейсала, а также Мичиганском и Гарвардском университетах.
В 1973—1976 годах был деканом Стамбульского технического университета. Возглавлял ряд комитетов и советов по вопросам архитектуры и национального наследия.

### Вклад
Автор ряда статей и книг по вопросам архитектуры. Большинство трудов Догана Кубана могут быть разделены на два типа. Первый — научные исследования, второй — его личная позиция, касающаяся дебатов вокруг исламского искусства.
Принимал участие в работах по сохранению и реставрации национального достояния Турции. Почётный член турецкой Академии наук, также имеет почётные степени ряда других учреждений, в том числе Американского института архитекторов и Германского археологического института.